# Ribogojilište Ruda
Ribogojilište Ruda, ribogojilište pastrve, na izvoru rijeke Rude, u 240 bazena. 

## Izgled
Ima na sedam kaskada 140 velikih bazena, a uz to i 100 malih za mlađ pastve pod zajedničkim krovom. Ukupno 240 bazena i bazenčića, što ga čini rijetkim u svjetskim okvirima. Ribogojilište funkcionira na površini od 68.000 metara četvornih.

## Povijest
Glavni projekt izgradnje punosistemskog pastrvskog ribogojilišta Ruda izrađen je 1981. godine. Fizikalno-kemijski parametri vode i tla mjereni su ispitivani više mjeseci, nakone čega je odabrana lokacija i krenulo se je u izgradnju ribogojilišta.
Bio je jedan od najboljih ribnjaka u Europi i veliki izvoznik. Ribnjačarska tvrtka mještanima je pružala dobar život. Privatizacijom 1990-ih, počinje postupni pad. Na tržištu se jedno vrijeme i dobro držao. 2013. godine godišnja proizvodnja konzumne kalifornijske pastrve bila je između 700 i 800 tona. 70 posto bilo je za tuzemno, a 30 posto ribe išlo je u izvoz. Konzum i Ledo su mu otkupljivali sve količine. Koncesionar je čekao građevinsku dozvolu za izgradnju još jednog bazena kapaciteta 120 ili 150 tona konzumne kalifornijske pastrve godišnje. Tada su zapošljavali 28 zaposlenika.
Promijenio se niz vlasnika, dugovi su rasli i došlo je do otvaranja stečaja. Najveće uzgajalište pastrve, kapaciteta da zaposli 40 mještana, danas propada. Zaraslo je u travu i postao je odlagalište otpada.

## Dodatni objekti
Vlasnik iz 2013. imao je dokumentaciju za gradnju malih hidroelektrana na Rudi podno bazena. Iskoristila bi se za proizvodnju električne energije voda koja protječe preko kaskada i kroz postojeće bazene te otječe u ribogojilišta. Na zemljištu istog vlasnika bila je predviđena i gradnja četiriju punionica vode.